# Повернення високого блондина
«Повернення високого блондина» (фр. Le Retour Du Grand Blond) — французька кінокомедія 1974 року за участю П'єра Рішара, Жана Рошфора, Жана Карме й Мірей Дарк. Продовження фільму «Високий блондин у чорному черевику» (1972). Режисер — Ів Робер.

## Сюжет
Шпигунські ігри продовжуються. Спецслужби не дають спокою Високому блондинові. Романтичний відпочинок у Ріо-де-Жанейро перетворюється в пригоду в стилі Джеймса Бонда…

## У ролях
- П'єр Рішар — Франсуа Перен, скрипаль
- Жан Рошфор — полковник Луї Тулуз, шеф розвідки
- Мірей Дарк — Крістін
- Жан Карме — Моріс Лєфевр, друг Перена
- Поль ле Персон — Пераш
- Мішель Дюшоссуа — Капітан Гастон Камбре
- Жан Буїз — Міністр
- Колет Кастель — Полетт, дружина Моріса
- Анрі Гібе — «Граф», агент Тулуза
- Герве Сан — «Принц», агент Тулуза
- Ів Робер — диригент